# ウィラポン・ナコンルアンプロモーション
ウィラポン・ナコンルアンプロモーション（Veeraphol Nakhornluang Promotion、1968年11月16日 - ）は、タイ王国の元ムエタイ選手、元プロボクサー。本名はティーラポン・サーラーングラーン（Theeraphol Saranglang）。ナコーンラーチャシーマー県出身。元WBA・WBC世界バンタム級王者。ムエタイで3階級制覇の後、国際式ボクシングへ転向。僅か4戦目で世界王座を獲得した。

## プロフィール
タイ王国ナコーンラーチャシーマー県生まれ、サラブリー県育ち。表情を全く変えずに強打を放つ所から「デスマスク（死者の顔）」との異名を持つ。タイで普通に使われるニックネームはポン（Phol）。なお、「ナコンルアンプロモーション」はスポンサーの映画会社の名前である。ウィラポン・サハプロム（Veeraphol Sahaprom）は彼がキャリアの初期において使っていたリングネームで、2009年3月より再び使用している。
華々しい成功を収めても自分に厳しく、日々の練習や節制を決して怠らなかったことから、彼の姿勢を模範とするボクサーも多い。世界チャンピオンとなった後もジムの隣に一間を借りて家族や多くの練習生と共に過ごした。
辰吉丈一郎を2度にわたってKO、また西岡利晃の挑戦を4度退けたことから長く「日本ボクシング界の宿敵」と目されていた。

## 来歴
ムエタイ選手として、ジュニアフライ級・フライ級・ジュニアバンタム級の3階級でラジャダムナン・スタジアム認定タイトルを獲得。
ムエタイ3階級制覇という実績を引っ提げ、1994年12月5日、タイ王国ノンタブリー県にて国際式デビューを果たす。
そのデビュー戦でジョエル・フニオ（フィリピン）を3回TKOで下し、WBCインターナショナルスーパーフライ級王座を獲得した。翌年の3月26日には同王座の初防衛に成功している。
1995年9月17日、デビュー4戦目で世界初挑戦。ダオルン・チュワタナとの同国人対決を行い、判定決着となった結果はスプリットとジャッジ二人が割れたが二者がウィラポンを支持したため僅差の判定を制し、WBA世界バンタム級王座を獲得、またこの勝利によりセンサク・ムアンスリンに次ぐ4戦目での世界王座奪取記録を達成した。
1996年1月28日、カンチャナブリーにて初防衛戦で元WBC世界スーパーフライ級王者ナナ・コナドゥ（ガーナ）と対戦。初回に左フックでダウンを奪ったものの、続く2回に逆襲に遭い、最後はカウンターを貰いキャンバスに崩れ落ち必死の覚悟で立ち上がるも、足がふらついているのを見たレフリーが試合を止めた2回TKO負けで4か月で王座から陥落した。
WBA王座陥落後は再び世界を目指すためにおよそ3年間キャリアを積みタイトル戦などはなかったものの16連勝（11KO）を果たし勢いそのまま2度目の世界戦を行うこととなる。
1998年12月29日、日本のリングに初登場。大阪市中央体育館でWBC世界バンタム級王者辰吉丈一郎に挑戦。6回KO勝ちを収め、世界王座返り咲きを果たした。
1999年5月21日、タイ・サラブリー県ナショナルスタジアムにてマウロ・ブランコ（ウルグアイ）と対戦。5回KO勝ちで初防衛に成功した。
1999年8月29日、2度目の防衛戦。大阪府大阪市西区にある大阪ドームで辰吉と再戦。序盤から一方的に試合を支配していき、7回TKOで前王者を返り討ちにした。
2000年6月25日、3度目の日本での試合。当時"日本プロボクシング界最大のホープ"と称されていた西岡利晃と対戦し、12回判定勝ち。その後、西岡とは3度対戦した。2001年9月1日の対戦では序盤苦戦するものの、終盤、右ストレート有効に決めて試合のペースをつかみ返して引き分けに持ち込んだ。2003年10月4日の対戦では、挑戦者びいきとも捉えられる判定もある中で引き分けた。さらに、2004年3月6日にも対戦し、12回判定で勝利している。なお、いずれの試合も日本で行われた。
辰吉との再戦ならびに西岡との4度の対戦を含め、実に14度の王座防衛を果たしバンタム級最多防衛記録を誇るオルランド・カニザレスに次ぐ2位タイの記録をマークした。
2005年4月16日、日本武道館で行われた15度目の防衛戦で長谷川穂積に12回判定負けを喫し、6年3か月以上保持してきた王座を失った。
王座陥落後はノンタイトル戦で5連勝（4KO）し、2006年3月25日、11か月前の雪辱と王座奪回を懸け、長谷川穂積と兵庫県神戸市中央区にあるワールド記念ホールで再戦した。序盤から長谷川のスピードについていけず劣勢に立たされたが、それでも7・8回には必死の攻めで反撃に転じた。しかし第9ラウンド開始直後、強烈な右フックをカウンターで受けダウン。立ち上がろうとしたものの、レフェリーストップにより自身2度目のKO負けを喫した。なお、日本での試合はこれが8度目であった。
長谷川戦後は引退も囁かれたが、8月にタイのパトゥムターニー県でノンタイトル戦を行い、3回TKO勝ち。以降も長谷川への再挑戦を目指して連勝を続けABCOバンタム級王座も獲得し、5人の日本人選手とも拳を交え最終的に世界ランキングが上昇しついにはWBCバンタム級1位にまで辿りついた。
2008年6月12日、母国でWBC世界バンタム級2位ヴィシー・マリンガ（南アフリカ）との挑戦者決定戦に臨んだ。しかし、年齢から来る衰えも隠せず、3回にマリンガにダウンを奪われた末、4回マリンガのアッパーがまとまり、レフェリーストップ。TKOに敗れ挑戦権を逃す。試合の翌々日に現役引退を表明。

## 引退後
その後、トレーナーとして世界ランカーナパーポン・キャッティサクチョーチャイ・のちに世界王者になるスリヤン・ソー・ルンヴィサイ・パイパロープ・ゴーキャットジム・テッパリス・ゴーキャットジムといった選手の育成に力を入れていたが、2009年3月に引退を撤回。20日に再起戦を行い、3回KO勝ちを収めた。その後は国内戦を主に4試合行った。
2010年4月23日、ビッキー・タフミル戦で2回TKO勝ちで勝利した試合を最後に引退し、将来的には自分のジムを持ちたいと話していて、今はレストランを経営し好評を博している。

## 戦績
- ムエタイ：不明（およそ100戦のキャリアがあったという諸説がある）[5]。
- プロボクシング：72戦66勝（47KO）4敗2分

| 戦           | 日付                 | 勝敗 | 時間 | 内容    | 対戦相手                 | 国籍             | 備考                                                           |
| ------------ | -------------------- | ---- | ---- | ------- | ------------------------ | ---------------- | -------------------------------------------------------------- |
| 1            | 1994年12月5日        | 勝利 | 3R   | TKO     | ジョエル・フニオ         | フィリピン       | デビュー戦 WBCインターナショナルスーパーフライ級王座挑戦・獲得 |
| 2            | 1995年3月26日        | 勝利 | 9R   | TKO     | メルビン・マグラモ       | フィリピン       | WBA防衛1                                                       |
| 3            | 1995年6月4日         | 勝利 | 5R   | TKO     | アブディ・ポーアン       | インドネシア     |                                                                |
| 4            | 1995年9月17日        | 勝利 | 12R  | 判定    | ダオルン・チュワタナ     | タイ             | WBA世界バンタム級タイトルマッチ                                |
| 5            | 1996年1月28日        | 敗北 | 2R   | TKO     | ナナ・コナドゥ           | ガーナ           | WBA陥落                                                        |
|              | ・・・（中略）・・・ |      |      |         | ・・・（中略）・・・     |                  |                                                                |
| 22           | 1998年12月29日       | 勝利 | 6R   | KO      | 辰吉丈一郎               | 日本             | WBC世界バンタム級タイトルマッチ                                |
| 23           | 1999年5月21日        | 勝利 | 3R   | TKO     | マウロ・ブランコ         | ウルグアイ       | WBC防衛1                                                       |
| 24           | 1999年8月29日        | 勝利 | 7R   | TKO     | 辰吉丈一郎               | 日本             | WBC防衛2                                                       |
| 25           | 1999年11月17日       | 勝利 | 3R   | KO      | ドンドン・ラプス         | フィリピン       |                                                                |
| 26           | 2000年1月19日        | 勝利 | 9R   | KO      | ナタン・バルセロナ       | フィリピン       |                                                                |
| 27           | 2000年3月11日        | 勝利 | 12R  | 判定    | アダン・バルガス         | メキシコ         | WBC防衛3                                                       |
| 28           | 2000年6月25日        | 勝利 | 12R  | 判定3-0 | 西岡利晃                 | 日本             | WBC防衛4                                                       |
| 29           | 2000年8月16日        | 勝利 | 5R   | TKO     | ハイメ・バルセロナ       | フィリピン       |                                                                |
| 30           | 2000年12月5日        | 勝利 | 5R   | TKO     | オスカル・アルシニエガ   | メキシコ         | WBC防衛5                                                       |
| 31           | 2001年1月30日        | 勝利 | 6R   | 判定    | ハサン・アンボン         | インドネシア     |                                                                |
| 32           | 2001年3月12日        | 勝利 | 7R   | TKO     | ロベルト・ロペス         | メキシコ         |                                                                |
| 33           | 2001年5月14日        | 勝利 | 3R   | TKO     | リカルド・ハラハス       | メキシコ         | WBC防衛6                                                       |
| 34           | 2001年7月12日        | 勝利 | 4R   | TKO     | ダルノ・ベルムデッシュ   | フィリピン       |                                                                |
| 35           | 2001年9月1日         | 引分 | 12R  | 判定1-1 | 西岡利晃                 | 日本             | WBC防衛7                                                       |
| 36           | 2001年10月19日       | 勝利 | 7R   | TKO     | パブロ・ボーイ・ゲヴァラ | フィリピン       |                                                                |
| 37           | 2002年1月1日         | 勝利 | 12R  | 判定    | セルヒオ・ペレス         | メキシコ         | WBC防衛8                                                       |
| 38           | 2002年3月30日        | 勝利 | 4R   | KO      | ノエル・スンガヒド       | フィリピン       |                                                                |
| 39           | 2002年5月1日         | 勝利 | 12R  | 判定    | フリオ・コロネル         | コロンビア       | WBC防衛9                                                       |
| 40           | 2002年8月24日        | 勝利 | 3R   | TKO     | ダルノ・ベルムデッシュ   | フィリピン       |                                                                |
| 41           | 2003年1月13日        | 勝利 | 6R   | TKO     | ナタン・バルセロナ       | フィリピン       |                                                                |
| 42           | 2003年5月1日         | 勝利 | 12R  | 判定    | ウーゴ・ディアンソ       | メキシコ         | WBC防衛10                                                      |
| 43           | 2003年10月4日        | 引分 | 12R  | 判定1-1 | 西岡利晃                 | 日本             | WBC防衛11                                                      |
| 44           | 2004年3月6日         | 勝利 | 12R  | 判定3-0 | 西岡利晃                 | 日本             | WBC防衛12                                                      |
| 45           | 2004年5月13日        | 勝利 | 12R  | TKO     | フリオ・セサール・アビラ | メキシコ         | WBC防衛13                                                      |
| 46           | 2004年6月26日        | 勝利 | 5R   | TKO     | ラジャブ・マオジャ       | タンザニア       |                                                                |
| 47           | 2004年9月11日        | 勝利 | 12R  | 判定    | セシリオ・サントス       | メキシコ         | WBC防衛14                                                      |
| 48           | 2004年11月26日       | 勝利 | 2R   | TKO     | オスカー・マニュカ       | タンザニア       |                                                                |
| 49           | 2005年2月22日        | 勝利 | 3R   | KO      | アレン・フエンテス       | フィリピン       |                                                                |
| 50           | 2005年4月16日        | 敗北 | 12R  | 判定0-3 | 長谷川穂積               | 日本             | WBC陥落                                                        |
|              | ・・・（中略）・・・ |      |      |         | ・・・（中略）・・・     |                  |                                                                |
| 56           | 2006年3月25日        | 敗北 | 9R   | TKO     | 長谷川穂積               | 日本             | WBC世界バンタム級タイトルマッチ                                |
| 57           | 2006年8月18日        | 勝利 | 3R   | TKO     | パスカル・ムハガマ       | タンザニア       |                                                                |
| 58           | 2006年11月10日       | 勝利 | 4R   | TKO     | マイコ・ヨンバヨンバ     | タンザニア       |                                                                |
| 59           | 2006年12月1日        | 勝利 | 3R   | TKO     | 藤原康二                 | 日本             |                                                                |
| 60           | 2007年5月1日         | 勝利 | 8R   | 判定    | 丹羽賢史                 | 日本             |                                                                |
| 61           | 2007年7月6日         | 勝利 | 4R   | TKO     | 臼井知史                 | 日本             |                                                                |
| 62           | 2007年8月17日        | 勝利 | 7R   | KO      | 谷川誠                   | 日本             |                                                                |
| 63           | 2007年9月20日        | 勝利 | 8R   | 判定    | レマン・サリム           | フィリピン       |                                                                |
| 64           | 2007年11月27日       | 勝利 | 12R  | 判定    | リチャード・ラエノ       | フィリピン       | ABCOバンタム級王座決定戦                                       |
| 65           | 2008年2月22日        | 勝利 | 3R   | KO      | 中山健太郎               | 日本             |                                                                |
| 66           | 2008年6月12日        | 敗北 | 4R   | TKO     | ヴィシー・マリンガ       | 南アフリカ共和国 | WBC世界バンタム級王座挑戦者決定戦                              |
|              | ・・・（中略）・・・ |      |      |         | ・・・（中略）・・・     |                  |                                                                |
| 72           | 2010年4月23日        | 勝利 | 2R   | TKO     | ビッキー・タフミル       | インドネシア     |                                                                |
| テンプレート |                      |      |      |         |                          |                  |                                                                |

## 獲得タイトル
ムエタイ
- ラジャダムナン・スタジアム認定ジュニアフライ級王座
- ラジャダムナン・スタジアム認定フライ級王座
- ラジャダムナン・スタジアム認定ジュニアバンタム級王座

ボクシング
- WBCインターナショナルスーパーフライ級王座（防衛1=返上）
- WBA世界バンタム級王座（防衛0）
- WBC世界バンタム級王座（防衛14）
- ABCOバンタム級王座（防衛0=返上）